# Фана (стадіон)
«Фана» — багатофункціональний стадіон у Радалі, в районі Фана норвезького міста Берген. Використовується для футбольних матчів, і є домашнім полем команди «Фана ІЛ».
Тут також є гумова доріжка для змагань з легкої атлетики, а стадіон, зокрема, приймав «Біслетські ігри» 2004 року. Тоді новий світовий рекорд на дистанції 5000 метрів серед жінок встановила Елван Абейлегессе. На стадіоні також встановлено світовий юніорський рекорд в метанні списа серед чоловіків, а саме 83,87 метри Андреаса Торкільдсена (червень 2001 року). У 1969, 1975, 1991 і 2005 роках тут проводився чемпіонат Норвегії з легкої атлетики.